# Armin Joseph Deutsch
Armin Joseph Deutsch (25. ledna 1918 – 11. listopadu 1969) byl americký astronom a spisovatel vědeckofantastické literatury. V roce 1946 obdržel na University of Chicago doktorát z astronomie. V letech 1964 – 1967 působil jako předseda Americké astronomické společnosti (American Astronomical Society). Je po něm pojmenován na Měsíci kráter Deutsch.

## Dílo
- „Podzemní dráha Möbius“ (anglicky „A Subway Named Moebius“) – povídka, vyšla v časopise Astounding Science Fiction v prosinci 1950.[1][3] V roce 1996 byl podle povídky natočen argentinský vědeckofantastický film s názvem Moebius.[4][5]